# Vršovice (Louny)
Vršovice es una localidad situada en el distrito de Louny, en la región de Ústí nad Labem, República Checa. Tiene una población estimada, a principios del año 2022, de 245 habitantes.
Está ubicada al suroeste de la región, cerca de la orilla del río Ohře —un afluente izquierdo del río Elba— y de las regiones de Karlovy Vary y Bohemia Central.